# Айтимов, Марат
Марат Айтимов — певец-педагог.

## Биография
Родился в 1963 году в селе Акарык Жалагашского района Кызылординской области.
Он окончил Кызылординское музыкальное училище в классе профессора Инаята Жарылканова в 1984 году, а спустя три года (1987 г.) принят в КНК им. Курмангазы (г. Алматы) по специальности «Сольное пение» в класс профессора Александра Поликаркина.
После окончания данного учебного заведения (1992 г.) Марат Олжабаевич Айтимов получил приглашение на работу в Актюбинский педагогический институт (Актюбинский региональный университет им. К.Жубанова) на кафедру «Музыкальное образование» в качестве преподавателя и начал профессиональную трудовую деятельность. Для любого вокалиста необходима постоянная практика пения на сцене перед публикой и поэтому уже через год Айтимов устраивается в качестве солиста в областную филармонию им. Г.Жубановой.
Работа с взрослыми студентами в пединституте становится несколько однообразной для одухотворенного идеями молодого преподавателя и он решает попробовать себя в качестве преподавателя в специализированном музыкальном учебном заведении — отделении «Пение» Актюбинского музыкального колледжа им. А. К. Жубанова, и это было по истине верным решением, результаты которого видит сейчас весь мир.
Человек с большим именем, посвятивший всю свою жизнь творчеству, получивший высокую оценку и признательность народа благодаря своему гуманизму и трудолюбию, Марат Айтимов является победителем Международного песенного конкурса имени Ш.Калдаякова «Менің Қазақстаным», лауреатом конкурса Казахстанской песни в рамках Международного музыкального фестиваля «Азия дауысы» («Голос Азии»), дипломантом республиканского конкурса вокалистов имени К.Байсеитовой. Это деятель искусства, который выступал во всех регионах Казахстана, в России, Польше, Франции и сумевший удивить зрителей со всего мира своим уникальным голосом.
За 30 лет педагогической деятельности на отделении «Пение» в Актюбинском музыкальном колледже имени А.Жубанова Марат Олжабаевич воспитал целый ряд талантливых учеников, среди которых мастера вокального искусства, заслуженные деятели РК, такие как: Светлана Айтбаева, Димаш Кудайберген, Нуртас Омаров — лауреат Государственной молодёжной премии РК «Дарын», певцы казахской эстрады — Ерке Есмахан, Нурболат Абдуллин, Азамат Бекбергенов, Еркебулан Кумаров, солисты Казахского национального театра оперы и балета имени Абая г. Алматы, государственного театра оперы и балета «Астана Опера» г. Астана, областных филармоний, лауреаты международных и республиканских конкурсов — Айгерим Аманжолова, Гаухар Саламас, Акгуль Жиенбаева, Гульдана Алдадосова, Ибраһим Амин, Ислам Хамзаев.
Ученик Марата Айтимова, получившего мировую известность и любовь публики, Димаш Кудайберген, ещё в стенах Актюбинского музыкального колледжа завоевал Гран-При на песенном конкурсе «Жас канат» (2012 г.), а уже в следующем году стал победителем Международного песенного конкурса «Мейкин Азия» (Кыргызстан, 2013 г.). В настоящее время в более чем ста странах мира созданы фан-клубы, которые восхищаются творчеством Димаша Кудайбергена, интересуются музыкальной культурой Казахстана, проявляют уважение к нашей нации и восторгаются традиционной культурой казахов.